# Vent mauvais
Pour les articles homonymes, voir Vent (homonymie).
Pour le concept mythologique, voir Vents mauvais.
Pour plus de détails, voir Fiche technique et Distribution.
Vent mauvais est un film français réalisé par Stéphane Allagnon et sorti en 2007.

## Synopsis
Une petite ville côtière est balayée par la tempête.
Dépêché sur les lieux pour remettre en état le système informatique d’un supermarché, Franck Meyer, technicien en intérim et en galère, comprend bientôt que le système de caisse a été modifié pour détourner de l'argent...

## Fiche technique
- Credits : ill wind
- Scénario et réalisation : Stéphane Allagnon
- Producteur : Caroline Bonmarchand
- Musique : Frédéric fortuny et Jeff Hallam
- Image : Yves Cape
- Montage : Mike Fromentin
- Décors : Philippe Chiffre
- Production : Avenue B et Gaumont
- Pays d'origine :  France
- Format : 35 mm scope couleur
- Genre : Drame et thriller
- Durée : 91 minutes
- Date de sortie en France : 13 juin 2007

## Distribution
- Jonathan Zaccaï : Franck Meyer
- Aure Atika : Frédérique
- Bernard Le Coq : Jean-François Hopquin
- Florence Thomassin : Laure
- Guillaume Viry : Charlus
- Jo Prestia : Max
- Saïd Serrari : Moustique
- Axelle Abbadie : Madame Pajo
- Alain Grellier : Michel Castel
- Amandine Maudet : la maîtresse de Castel
- Dider Agostini : le gendarme
- Michel Vivier : le pêcheur
- Jacky Godefroy: le laquais

## Autour du film
- L'histoire se passe dans le Cotentin, dans la région de La Hague.
- Le titre provient de Chanson d'automne, une poésie de Paul Verlaine.
- Le titre anglais du film, Ill Wind, provient d'une chanson d' Harold Arlen /  Ted Koehler, chantée notamment par Ella Fitzgerald. Le film a aussi été projeté sous le titre de Before the Storm.
- Le film est dédié à Lokman Nalcakan.

## Distinctions
- 2008 : 27e Festival du premier film de La Ciotat : prix spécial du jury.